# 울티마 V: 운명의 전사들
《울티마 V: 운명의 전사들》은 오리진 시스템스가 제작한 1988년 롤플레잉 비디오 게임이다. 《울티마》 시리즈의 다섯 번째 본편 게임이자 '계몽의 시대' 3부작의 두 번째 작품이다. 리처드 개리엇과 크리스 로버츠가 기획했으며 애플 II로 처음 개발돼 1988년 발매됐다.
《울티마 IV》에서 플레이어 캐릭터가 여덟 종목의 도덕을 달성해 아바타간 된 후의 이야기로, 브리타니아의 왕 로드 브리티쉬가 실종하고 그 뒤를 이은 로드 블랙쏜이 폭정을 일삼자 아바타가 세상에 도덕을 설파하기 위해 모험을 떠나는 내용을 다뤘다. 전작에서 더운 확장된 세계를 무대가 돼 더 많은 마을과 던전이 포진하고 새로운 이세계 '언더월드'가 추가됐다. 주변환경과 논플레이어 캐릭터와의 정밀한 상호작용이 특징이다.
애플 II 발매 이후 아타리 ST, 코모도어 64, 샤프 X68000 등 서양 및 일본제 컴퓨터 플랫폼으로 이식됐다. 1993년에는 오리진 시스템스가 개발하고 FCI가 배급한 패밀리 컴퓨터 콘솔판이 발매됐는데, 원작의 그래픽과 게임플레이를 단순화한 것이 특징이다.

## 흥행
1990년 기준으로 북미 집계 판매량은 10만 장 이상이었다.

## 참조

### 주해
1. ↑  영어: Ultima V: Warriors of Destiny